# Roter Baumwollkapselwurm

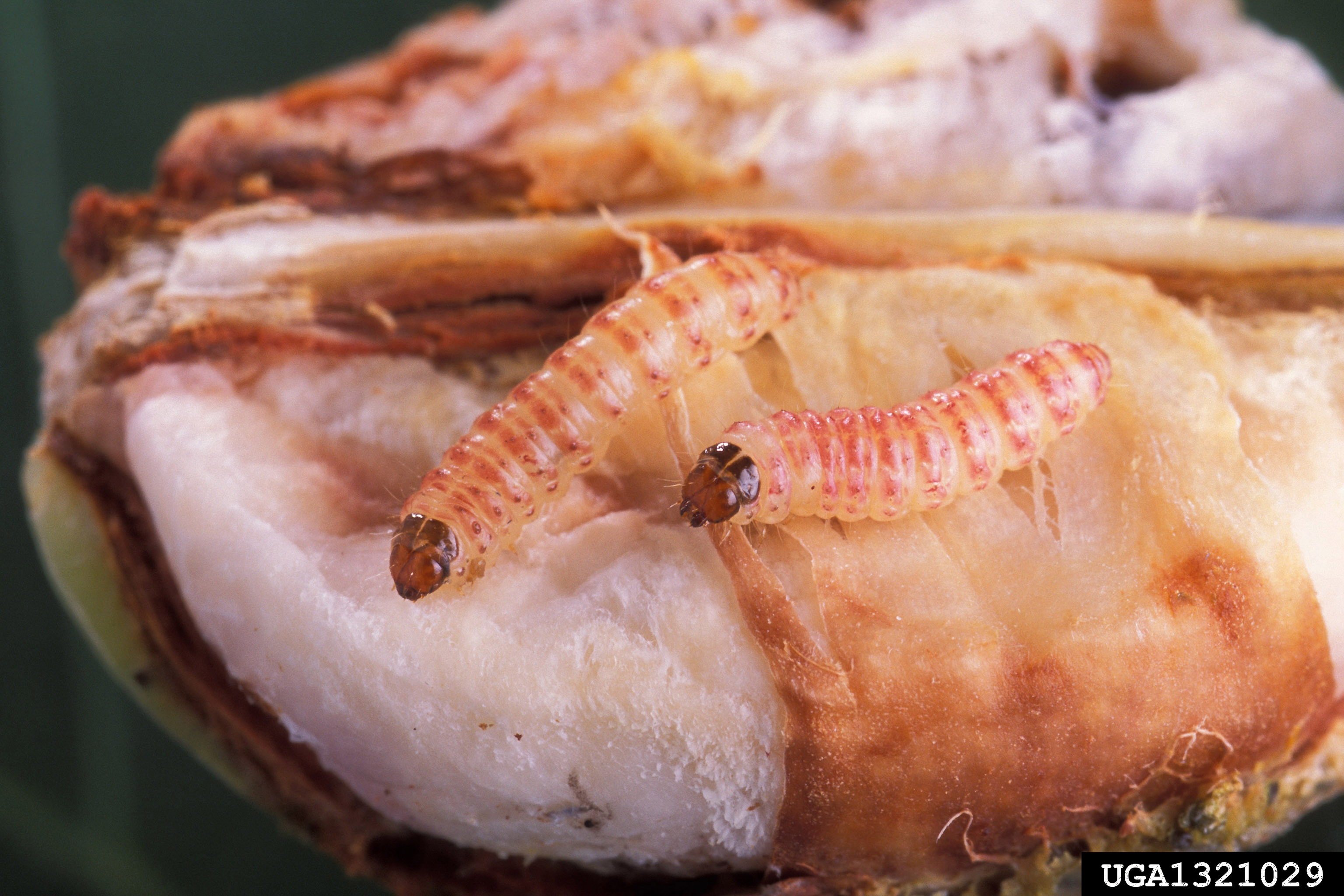
Larven in einer geöffneten Frucht

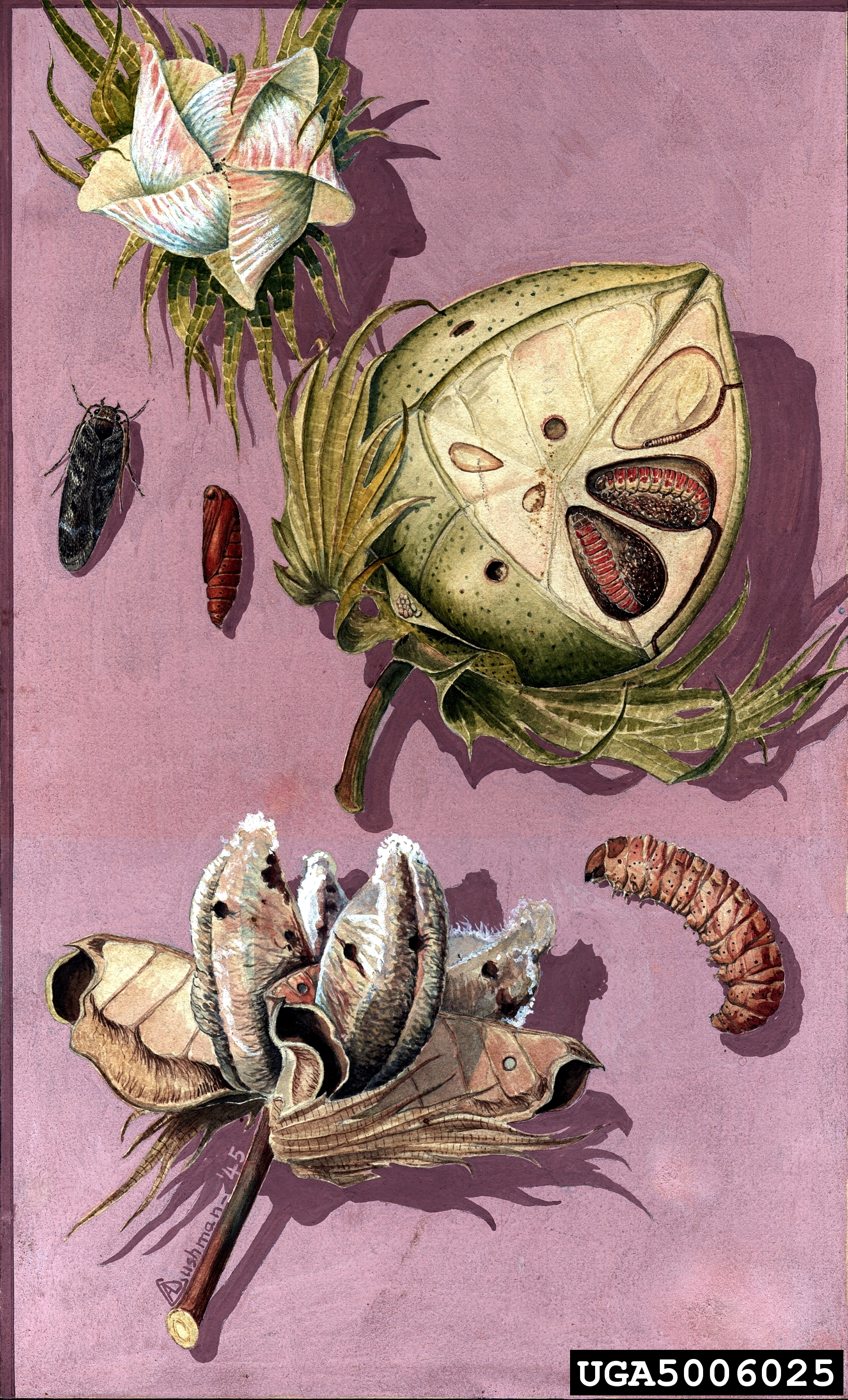
Darstellung des Lebenszyklus

Der Rote Baumwollkapselwurm (Pectinophora gossypiella) ist ein Kleinschmetterling aus der Familie der Palpenmotten (Gelechiidae). Die Raupen verursachen durch Fraß in Knospen und Fruchtkapseln erhebliche wirtschaftliche Schäden an Baumwolle.

## Merkmale
Die Falter haben eine Flügelspannweite von 13 Millimetern. Die Fühler sind fahlgrau und dreifach dunkel geringelt. Die Vorderflügel sind insbesondere auf der hinteren Flügelhälfte unregelmäßig mit dunklen Flecken gezeichnet. Die Hinterflügel sind rauchgrau und mit langen Fransenschuppen versehen.
Die Larven sind zunächst blass weißlich, im dritten Larvenstadium sind sie blass rosa gefärbt. Die einzelnen Segmente sind spärlich mit Borsten versehen, an der Borstenbasis befindet sich ein schwarzer Fleck. Die Eier sind rund und abgeflacht. Sie sind zunächst hellgrün und werden vor dem Schlupf der Larve dunkler.

## Verbreitung
Das ursprüngliche Verbreitungsgebiet des Roten Baumwollkapselwurms ist unbekannt, wird aber im indisch-pakistanischen Raum vermutet. In Australien wurden erste Exemplare 1911 beobachtet, in Afrika (Tansania) 1904. In der westlichen Hemisphäre wurde der Parasit 1911 bis 1913 durch Baumwollsaat verbreitet. In den USA trat er erstmals 1917 in Texas in Erscheinung und konnte zunächst wieder ausgerottet werden. Ab den 1950er Jahren erfolgte erneut die großflächige Ausbreitung. Heute ist der Rote Baumwollkapselwurm weltweit in nahezu allen baumwollanbauenden Ländern anzutreffen.

## Biologie
Die Falter sind nachtaktiv und paaren sich kurz nach dem Schlupf. Ab dem dritten Tag beginnen die Weibchen mit der Eiablage. Dabei werden bis zu 450 Eier abgelegt, im Durchschnitt sind es 125. Der Zeitraum für die Eiablage ist von der Witterung abhängig und kann vier bis 25 Tage dauern. Die erste Generation entwickelt sich in den Knospen und Blüten der Baumwolle, nachfolgende Generationen leben in jungen oder ausgereiften Samenkapseln. Das Larvenstadium dauert acht bis 14 Tage, wobei drei Larvenstadien durchlaufen werden. Die Larven verpuppen sich nach einer kurzen Ruhephase in der Streuschicht oder im Boden, gelegentlich wird auch ein an Pflanzenteilen angehefteter Kokon angefertigt. Die Puppenruhe dauert sechs bis 20 Tage. Man unterscheidet zwischen einem kurzen und einem langen Generationszyklus. In ersterem Fall verpuppen sich die Larven unmittelbar, nachdem sie ausgewachsen sind. Ein Generationszyklus dauert dann etwa 30 Tage. Im zweiten Fall legen die Larven eine acht bis zehnmonatige Diapause ein und überwintern. Pro Jahr werden vier bis sechs Generationen gebildet.
Neben verschiedenen Baumwollarten (Gossypium) wurden Larven des Roten Baumwollkapselwurms auf folgenden Pflanzen nachgewiesen: Okra (Abelmoschus esculentus), Abutilon indicum, verschiedene Hibiskusarten wie Kenaf (Hibiscus cannabinus) und Roselle (Hibiscus sabdariffa), Luzerne (Medicago sativa) und Eibischarten (Althaea).

### Schadwirkung und Bekämpfung
Der Larvenfraß schädigt die Knospen und führt dazu, dass die Pflanze Fruchtkapseln abwirft. In weiter entwickelten Kapseln fressen die Larven einerseits die Samen, aus denen Baumwollsamenöl gewonnen wird und schädigen andererseits die Baumwollfasern. Die Ertragsverluste ohne Pflanzenschutzmaßnahmen liegen bei über 80 Prozent, werden Pflanzenschutzmaßnahmen durchgeführt, liegt der Verlust immer noch bei etwa 37 Prozent. Aufgrund des hohen Schadpotentials des Roten Baumwollkapselwurms hat sich der Baumwollanbau zu einem Hauptmarkt für Pflanzenschutzmittel entwickelt.
Neben der traditionellen Bekämpfung mit Insektiziden wird seit der Einführung von Bt-Baumwolle 1996 diese Methode heute auf rund der Hälfte der Anbaufläche weltweit angewendet. Im März 2010 wurde von indischen Exemplaren berichtet, die eine Resistenz gegen das Toxin Cry1Ac der ersten Generation Bt-Baumwolle entwickelt haben. Als mögliche Ursachen gelten nicht ausreichende Refugienflächen oder unautorisierte Vermehrung von Bt-Baumwolle mit zu geringem Gehalt an Bt-Toxin.

### Natürliche Feinde
Aus der Literatur ist eine Vielzahl natürlicher Feinde bekannt, zu denen unter anderem verschiedene Schlupfwespenarten (Gattungen Apanteles, Trichogramma), Brackwespenarten (Gattungen Bracon, Microchelonus), Florfliegenarten und Käferarten (Collops vittatus, Hippodamia convergens) zählen. Pathogen wirken verschiedene Unterarten des Bakteriums Bacillus thuringiensis. Versuche, natürliche Feinde zur biologischen Kontrolle des Baumwollkapselwurms einzusetzen, waren nicht erfolgreich.